# Jan Kułakowski
Jan Jerzy Kułakowski (Myszków, 25 augustus 1930 - Warschau, 25 juni 2011), was een Pools vakbondsleider en politicus.

## Levensloop
Als knaap nam Kułakowski als koerier voor het verzet deel aan de Opstand van Warschau in 1944. Zijn vader en zuster sneuvelden. Na de installatie van het communistisch regime verliet hij Polen in 1946, samen met zijn moeder (Belgische van geboorte) en kwam als vluchteling in België wonen. Hij studeerde in Luik en behaalde in 1953 zijn doctoraat in de rechten aan de Katholieke Universiteit Leuven.
Na een jaar bij de Franse radio in Parijs te hebben gewerkt, kwam Kułakowski in dienst van de arbeidersvakbond. In 1954 trad hij in dienst als medewerker op het algemeen secretariaat van het Internationaal Christelijk Vakverbond (ICV). Van 1974 tot '76 was hij algemeen secretaris van de Europese Organisatie van het Wereldverbond van de Arbeid (WVA) en van '76 tot '89 was hij algemeen secretaris van deze organisatie op mondiaal niveau.
Na de ommekeer in Oost-Europa keerde hij naar zijn geboorteland terug en begon aan een tweede carrière op het diplomatieke en politieke vlak. Van 1989 tot 1996 was hij gevolmachtigd ambassadeur en hoofd van de Poolse missie bij de Europese Unie. Vervolgens was hij van 1996 tot 1998 staatssecretaris in de regering van Jerzy Buzek. Van 1998 tot 2001 was hij regeringsafgevaardigde voor de onderhandelingen tot toetreding van Polen bij de Europese Unie en van 1998 tot 2001 was hij aangesteld als eerste ambassadeur van Polen bij de Europese Unie. In deze functie voerde hij de eerste toetredingsgesprekken met de Europese Unie. Hij was ook lid van de Poolse Nationale Raad voor Europese integratie, lid van de studiegroep voor de Poolse president. Van 2004 tot 2009 was hij Europees Parlementslid.
Daarnaast was hij vanaf 1996 ondervoorzitter van de Poolse Robert Schuman Foundation en vanaf 2002 ondervoorzitter van de Association franco-polonaise pour l'Europe. Tevens was hij vanaf 2003 voorzitter van de Public Diplomacy Council en vanaf 2004 ondervoorzitter van de Poolse afdeling van de Europese Beweging. Ook was hij lid van het Koninklijk Instituut voor Internationale Betrekkingen in België. Ten slotte was Kułakowski erelid van de Poolse vakbond Solidarność en in 2001 kreeg hij de Kisiel Prijs.
Op 25 juni 2011 overleed hij op 81-jarige leeftijd te Warschau na een slepende ziekte. Hij was getrouwd met Zofia Kulakowska-Wajs en ze hadden samen drie dochters.

## Publicaties
Kulakowski was auteur of co-auteur van talrijke rapporten, artikels en essays 
- gewijd aan de vakbondorganisaties, wereldwijd
- gewijd aan de bilaterale relaties tussen Polen en de Europese Unie.

- Bibliothèque nationale de France: cb11910173j (data)
- Gemeinsame Normdatei: 130518204
- International Standard Name Identifier: 0000 0000 7829 496X
- Library of Congress Control Number: n2006061920
- Nationale Bibliotheek van Tsjechië: osd20211129910
- Nederlandse Thesaurus van Auteursnamen: 133841960
- Istituto Centrale per il Catalogo Unico: DDSV404796
- Système universitaire de documentation: 026954990
- Virtual International Authority File: 51691726
- WorldCat: E39PBJtCBKk8fTk6qKY8g7JdQq